# Ivan Björklund
Ivan Anders Olof Björklund, född den 29 augusti 1880 i Göteborg, död den 8 mars 1936 i Hässleholm, var en svensk jurist.
Björklund avlade filosofie kandidatexamen vid Uppsala universitet 1901 och juris utriusque kandidatexamen där 1908. Han blev assessor i Göta hovrätt 1915, hovrättsråd där 1920, revisionssekreterare 1923 och häradshövding i Västra Göinge domsaga 1929. Björklund blev riddare av Nordstjärneorden 1924. Björklund vilar på Östra begravningsplatsen i Hässleholm.